# 罗马里亚
罗马里亚是巴西米纳斯吉拉斯州的一个市镇。总面积401.965平方公里，总人口3561人，人口密度8.9人/平方公里。